# Première Rêverie
Première Rêverie est une peinture de William Bouguereau, artiste français du XIXe siècle. L'œuvre est achevée en 1889 et est conservée au Musée d'Art de La Nouvelle-Orléans.

## Contexte
William-Adolphe Bouguereau (1825–1905) est un artiste académique français. Formé à l'École des Beaux-Arts de Paris, il se spécialise dans les représentations de mythes et de légendes classiques. Il  reçoit vite nombre de commandes de portrait et d'art décoratif venues de France et des États-Unis. Bien que son travail ait été moqué par certains de ses contemporains tels qu'Edgar Degas et Vincent van Gogh comme trop détaillé et trop poli, Bouguereau  reçoit de nombreux éloges au cours de sa vie, et gagne au cours de sa carrière de multiples récompenses au Salon de Paris. Idéaliste aux œuvres très polies, Bouguereau se sert de modèles à la peau douce, semblable à de la porcelaine, autour de thèmes provinciaux. Bouguereau dit de son art : « Il n’y a qu’une sorte de peinture. C’est celle qui offre à l’œil cette perfection, cette espèce de bel émail impeccable qu’avaient les Véronèse et Titien». 

## Description
Première rêverie représente une jeune femme vétue de blanc assise sur un rocher, maintenant sous son bras droit un vase. Un Cupidon lui chuchote à l'oreille. Le modèle de ce tableau, dont l'identité est inconnue, figure également dans Boucles d'oreilles (1889–1890), Le Travail interrompu (1891; Mead Art Museum) et Daphnis et Chloé.   

## Héritage et provenance
Bouguereau achève Première Rêverie au début de 1889, nommant la toile Le chant de l'Amour. En mai de la même année, l'œuvre est vendue à la concession d'art Tooth and Sons et est rebaptisée Première rêverie. En août, le concessionnaire vend le tableau à une personne nommée Groves. La peinture est ensuite offerte au Musée d'art de la Nouvelle-Orléans par M. et Mme Chapman H. Hyams ; le catalogue du musée le répertorie sous le nom Whisperings of Love.    

## Voir également
- Galerie William-Adolphe Bouguereau